# نیکی لاو
نیکی لاو (انگلیسی: Nicky Law؛ زادهٔ ۸ سپتامبر ۱۹۶۱) بازیکن فوتبال اهل بریتانیا است.
از باشگاه‌هایی که در آن بازی کرده‌است می‌توان به باشگاه فوتبال چسترفیلد، باشگاه فوتبال نوتس کانتی، باشگاه فوتبال بارنزلی، باشگاه فوتبال بلکپول، باشگاه فوتبال پلیموث آرگیل، باشگاه فوتبال روترهام یونایتد، و باشگاه فوتبال آرسنال اشاره کرد.